# IC 1297
IC 1297 је планетарна маглина у сазвјежђу Јужна круна која се налази на листи објеката дубоког неба у Индекс каталогу.
Деклинација објекта је - 39° 36' 45" а ректасцензија 19h km/s17m 23,4s. Привидна величина (магнитуда) објекта IC 1297 износи 10,7 а фотографска магнитуда 10,6. IC 1297 је још познат и под ознакама PK 358-21.1, ESO 337-PN20, CS=12.9.